# Апстиненција
Апстиненција (лат. abstinentia) или уздржљивост јесте уздржавање, првобитно од задовољења природних потреба, углавном хране и полног општења, услед религијских и других ритуалних забрана. Касније је обухватила уздржавање од дувана и алкохола или сличних навика које се из хигијенско-медицинских разлога сматрају штетним. Начелно, увек је у питању избегавање неке зависности. Као последица апстиненције јавља се карактеристичан апстиненцијални синдром или апстиненцијална криза.
Разликују се:
- примарна апстиненција — људи који никада нису свесно конзумирали нпр. алкохолна пића и не намеравају то учинити
- секундарна апстиненција — људи који се суздржавају од даљње конзумације алкохолних пића, а пре су били алкохоличари

Друга врста апстиненције је суздржавање од полне активности и назива се сексуална апстиненција. Неки људи апстинирају од одређених намирница, нпр. држе пост или су вегетаријанци или вегани. Постоји и уздржавање од хране због изгледа и лепоте.
Различити облици сталне или повремене апстиненције могу бити због: жеље за одвикавањем од зависности, верских разлога (целибат, „предбрачна чистоћа“), због недостатка новца или лоших искустава с тиме од чега се људи одричу, због жеље за самоконтролом и другог. Хришћани посте на Велики петак и неке друге празнике. Јевреји посте током Јом кипура, а муслимани за време Рамазана. Аскетске праксе постоје у разним религијама.
Постоје апстиненције из здравствених разлога (трудноћа, одређене болести попут дијабетеса, због плана лечења, гојазности). Постоји и апстиненција због страха од последица, на пример, сексуална апстиненција због страха од нежељене трудноће.